# 河野典生
河野 典生（こうの てんせい、1935年1月27日 - 2012年1月29日）は、日本の小説家。本名は河野典生（のりお）。遠い親戚に安岡章太郎がいる。

## 略歴
高知県高知市生まれ。明治大学仏文科中退。在学中から詩、戯曲、幻想小説等を書き始め、戯曲「墜ちた鷹」を「三田文学」に掲載し、寺山修司らと劇団活動も行っていた。また寺山とやっていた総合芸術雑誌に銅版画を描き、野中ユリ・加納光於らと知り合う。他にアルバイトでラジオドラマの脚本を多数執筆した。
1958年、テレビの仕事を開始し、明治大学を中退。1959年、日本テレビの番組「夜のプリズム」の原作小説募集に作品「ゴウイング・マイ・ウェイ」で応募して当選、雑誌『宝石』に掲載される。以降、『宝石』『ヒッチコック・マガジン』等に次々と短編を発表。1960年には短編集『陽光の下、若者は死ぬ』、1961年には同『アスファルトの上』を出版。1963年刊行の『殺意という名の家畜』で日本推理作家協会賞を受賞した。同じ1935年生れの高城高、大藪春彦とともに「ハードボイルド三羽烏」と呼ばれた。
その後も1965年の「危険への招待」（『オール娯楽』連載）など、ハードボイルドのジャンルを中心に創作活動を続ける一方、もともと明治大学在学中から幻想小説への志向も抱いており、1967年には酒場で偶然出会った福島正実に「何か書かせてくれないか」と頼みこんだことがきっかけとなって『SFマガジン』に幻想的短編「美しい芸術」「機関車、草原に」を発表する。以降、自然と文明とが溶け合う、不思議なイメージの短編作品を多数発表し、幻想派のSF作家として認知される。1974年刊行の『街の博物誌』が代表作である。日本SF作家クラブにも入会、ミステリ作家出身者としては初のメンバーとなった。
1974年に小説『いつか、ギラギラする日々』を上梓するが、角川映画がそのタイトルだけを流用した『いつかギラギラする日』（1992年、深作欣二）を制作したため、クレームを入れた（いつかギラギラする日#同タイトルの別企画参照）。
その後、ハードボイルドと幻想小説とを並行して執筆する。ミステリのパロディ作品『アガサ・クリスティ殺人事件』『アルタの鷹』もある。
熱狂的なジャズ・ファンでもあり、1975年に角川小説賞を受賞した『明日こそ鳥は羽ばたく』はジャズを取り込んだ小説である。また、大ファンであった山下洋輔とは親交を結び、共著を刊行している。ともにジャズファン、山下ファンということで、筒井康隆とも親交があった。
1992年から1994年まで『小説新潮』に連載した『翔ぶ一族』が生前発表された最後の作品となり（2018年、アドレナライズにより電子書籍化）、晩年は執筆活動をしていなかった。
1992年には、河野の1974年の小説『いつか、ギラギラする日々』のタイトルだけを流用した角川映画『いつかギラギラする日』が制作され、クレームを入れた（いつかギラギラする日#同タイトルの別企画）参照）。
2012年1月29日、嚥下性肺炎のため死去。77歳没。
日本推理作家協会会員。2001年時点で日本SF作家クラブ会員であったが、2024年10月時点のクラブの物故者一覧には名前がない。

## 受賞歴
- 1959年 日本テレビ「夜のプリズム」原作賞に佳作入選 「ゴウイング・マイ・ウェイ」
- 1964年 第17回日本推理作家協会賞 『殺意という名の家畜』
- 1969年 第62回直木賞候補 『他人の城』
- 1974年 第71回直木賞候補 『ペインティング・ナイフの群像』
- 1975年 第2回角川小説賞 『明日こそ鳥は羽ばたく』

## 著作
- 『陽光の下、若者は死ぬ』（荒地出版社 1960年）※1973年刊行の角川文庫版とは収録作品が異なっており、全く別の作品集。
- 『アスファルトの上』（光風社 1961年）
- 『黒い陽の下で』（浪速書房 1961年）
- 『殺人群集』（光風社 1961年 のち徳間文庫）
- 『憎悪のかたち』（七曜社 1962年）
- 『群青』（早川書房 1963年 のち角川文庫）
- 『ザ・サムライ』（桃源社 1963年）
- 『殺意という名の家畜』（宝石社 1963年 のち角川文庫、双葉文庫）
- 『三匹の野良犬』（芸文社 1964年）
- 『残酷なブルース』（芸文社 1964年）
- 『ガラスの街』（三一書房 1969年）
- 『他人の城』（三一書房 1969年 のち講談社文庫）
- 『緑の時代』（早川書房 1972年 のち角川文庫、ハヤカワ文庫）
- 『陽光の下、若者は死ぬ』（角川文庫、1973年）※1960年刊行の荒地出版社版とは収録作品が異なっており、全く別の作品集。
- 『狂熱のデュエット ジャズ小説集』（角川文庫、1973年）
- 『ペインティング・ナイフの群像』（新潮社 1974年）
- 『街の博物誌』（早川書房 1974年 のち文庫）
- 『いつか、ギラギラする日々』（文藝春秋 1974年 のち集英社文庫）
- 『陽だまりの挽歌』（角川書店 1974年）
- 『真昼のアドリブ』（小説+エッセイ 潮出版社 1975年）
- 『明日こそ鳥は羽ばたく』（角川書店 1975年 のち集英社文庫）
- 『わが大地のうた インド四部作』（徳間書店 1975年）
- 『悪漢図鑑』（光風社書店 1976年 のち集英社文庫）
- 『探偵はいま鉄板の上』（祥伝社 1976年 のち徳間文庫）
- 『ジャズの本』（青樹社 1977年）
- 『さらば、わが暗黒の日々』（双葉新書 1977年 のち集英社文庫）
- 『迷彩の森』（実業之日本社 1977年 のち講談社文庫）
- 『鷹またはカンドオル王 河野典生初期詩的作品集』（深夜叢書社 1978年）
- 『デンパサールの怪鳥』（カイガイ出版部 1978年 のち集英社文庫）
- 『続・街の博物誌』（早川書房 1979年）
- 『インド即興旅行 ヤマシタ・コーノ・ライブ・イン・インディア』（山下洋輔共著 徳間書店 1979年 のち徳間文庫）
- 『カトマンズ・イエティ・ハウス』（講談社 1980年）
- 『町の案内図 声、そして彼らの旅』（徳間書店 1980年）
- 『ルーシーは爆薬持って空に浮かぶ』（集英社 1981年）
- 『アガサ・クリスティ殺人事件』（祥伝社 1983年）
- 『あれは血の土曜日』（ケイブンシャ文庫 1985年）[注釈 1]
- 『幻夢・肥満狂死曲』（祥伝社 1985年）
- 『怪人・毛酔翁（マオランニー）の逆襲』（祥伝社 1986年）
- 『アルタの鷹』（大陸書房 1989年）
- 『芸能界考現学 イメージの中を生きる 松田聖子、ビートたけしから、山瀬まみ、所ジョージへ』（大陸書房 1990年）
- 『翔ぶ一族』（アドレナライズ 2018年）※電子書籍オリジナル
- 『八月は残酷な月 昭和ミステリールネサンス』（山前譲編 光文社文庫 2019年）
- 『他人の城／憎悪のかたち 日本ハードボイルド全集3』（北上次郎、日下三蔵、杉江松恋編 創元推理文庫 2022年）

## 映画化作品
- 狂熱の季節（1960年） 監督：蔵原惟繕

「狂熱のデュエット」の映画化。2011年、アメリカのCriterion Collectionより発売されたThe Warped World of Koreyoshi Kuraharaに収録。英題はThe Warped Ones。
- 黒い太陽（1964年） 監督：蔵原惟繕

「腐ったオリーブ」の映画化。2011年、アメリカのCriterion Collectionより発売されたThe Warped World of Koreyoshi Kuraharaに収録。英題はBlack Sun。
- 三匹の野良犬（1965年） 監督：牛原陽一